# Piero Maronati
Piero Maronati (Magenta, 16 agosto 1920 – ...) è stato un calciatore e allenatore di calcio italiano, di ruolo centrocampista.

## Carriera
Giocò due stagioni in Serie A nel Como.

## Palmarès

### Club

#### Competizioni nazionali
- Serie B: 1

Como: 1948-1949

#### Competizioni regionali
- Torneo Benefico Lombardo: 1

Como: 1944-1945